# Важнов, Николай Петрович
Николай Петрович Важнов (1909 — 1993) — советский дипломат. Чрезвычайный и полномочный посол.

## Биография
Член ВКП(б).
- В 1939—1942 годах — второй секретарь Коми областного комитета ВКП(б). Один из организаторов подавления Усть-Усинского восстания заключённых под руководством М. А. Ретюнина. 26 января 1942 года Важнов вместе с зам. наркома внутренних дел Коми АССР В. А. Симаковым вылетел  в Ухту для руководства операциями по подавлению восстания. 28 января они прилетели из Ухты в посёлок Усть-Лыжа и оттуда выехали на оленях к месту боя с повстанцами. В 40 километрах от с. Усть-Лыжа они встретили совершенно деморализованный отряд начальника ВОХР Севжелдорлага Прохорова[1].
- В 1946—1947 годах — советник миссии СССР в Монголии.
- С 9 октября 1947 по 27 сентября 1948 года — чрезвычайный и полномочный посланник СССР в Монголии[2].
- В 1948—1950 годах — советник Дальневосточного отдела МИД СССР.
- В 1950—1955 годах — советник посольства СССР в Китае.
- В 1955—1958 годах — заместитель заведующего Дальневосточным отделом МИД СССР.
- В 1958—1960 годах — секретарь комитета КПСС МИД СССР.
- В 1960 году — заместитель заведующего Дальневосточным отделом МИД СССР.
- В 1960—1965 годах — начальник Управления кадров МИД СССР, член Коллегии МИД СССР.
- В 1965—1966 годах — советник-посланник посольства СССР в Польше.
- С 29 августа 1966 по 4 июля 1970 года — чрезвычайный и полномочный посол СССР в Исландии[3].
- В 1970—1977 годах — на ответственной работе в центральном аппарате МИД СССР.